# Kosovo polje
Kosovo polje (albansko Fusha e Kosovës) je kotlina v današnji republiki Kosovo. Po njem se imenuje geografska enota Kosovo, ki predstavlja vzhodno polovico te delno priznane države (zahodno polovico predstavlja Metohija).
Razteza se v smeri sever–jug v dolžini približno 84 km, v najširšem delu je široko 14 km. Njegova nadmorska višina je 500–600 metrov. Z zahoda ga omejujejo gore Čičavica, Goleš in Crnoljeva, z juga Skopska Črna gora in s severovzhoda obronki Kopaonika. Proti severu se nadaljuje v dolino reke Ibar, proti jugu pa v Kačaniško sotesko.
Glavna reka Kosovega polja je Sitnica, pritok Ibra. Vodo z južnega dela polja proti jugu odvaja reka Lepenec. Hidrografska posebnost je bifurkacija reke Nerodimke, katere en krak pripada egejskemu, drugi pa črnomorskemu povodju.
Kotlina je tektonskega nastanka in se je oblikovala verjetno v oligo- do miocenu. Sprva je bilo v njej jezero. Dno kotline pokrivajo jezerski sedimenti in rečni nanosi, medtem ko obod gradijo starejše kamnine. Zaradi rodovitne zemlje je od nekdaj veljalo za žitnico, obod kotline pa je bogat z rudami: že v srednjem veku so pri Novem Brdu in Janjevu kopali svinec, srebro in zlato, danes pa največ kopljejo svinec in cink ter premog.

## Prebivalstvo in zgodovina
Kotlina je bila v zgodovini prizorišče več vojaških spopadov, med katerimi je najbolj znana bitka na Kosovem polju junija 1389 med Kraljevino Srbijo in Osmanskim cesarstvom.
Na Kosovem polju leži kosovsko glavno mesto Priština, druga večja mesta so (od severa proti jugu) Kosovska Mitrovica, Vučitrn, Obilić, Kosovo Polje, Lipljan in Uroševac/Ferizaj.